# Mattias Ronge
Joel Mattias Ronge, född 4 november 1974 i Skarpnäck i Stockholm, är en svensk författare och PR-konsult.
1999 startade Ronge pr-byrån Havanna PR. Tillsammans med sin far, Paul Ronge, startade han 2003 Ronge Kommunikation. Sedan 2010 driver han och två kompanjoner pr- och webbyrån Deportivo.